# Банановые острова (альбом)
«Бана́новые острова́» — один из культовых советских рок-альбомов. Спродюсирован Юрием Чернавским и Владимиром Матецким, и записан музыкантами ВИА «Весёлые ребята», в конце 1982 — начале 1983 года. Официальной датой выпуска альбома является 20 февраля 1983 года. Включён в сводку «100 магнитоальбомов советского рока» Александра Кушнира.
Альбом включает восемь песен, в том числе такие хиты 1980-х годов, как «Здравствуй, мальчик Бананан!» и «Робот». После выхода альбома первая песня стала своеобразной «визитной карточкой» Юрия Чернавского, а для многих — своеобразным музыкальным символом десятилетия.

## История создания
Альбом задуман Юрием Чернавским и записан с помощью Владимира Матецкого, музыкантов группы «Весёлые ребята»: Сергея Рыжова, Юрия Китаева, Александра Буйнова, Алексея Глызина и других музыкантов на репетиционной базе группы в Москве на протяжении двух месяцев в декабре 1982 — феврале 1983 года. Дата окончания записи — 20 февраля 1983 года.
Идея имени «Бананан» принадлежит Сергею Рыжову и Юрию Чернавскому:
«Чернавский, придя утром в гостиничный номер к Рыжову, спросил: „Старик, я опять про бананы. Я придумал такого ма-а-аленького мальчика, который живёт в телефонной трубке и делает ту-ту-ту. Как ты думаешь, как его зовут?“ Рыжов повертел носом во сне и, не открывая глаз, пробормотал: „Бана-н-нан“. Повернулся к стенке и опять уснул…»
(Из воспоминаний Ю. Чернавского.)
Для записи альбома «Банановые острова» была оборудована студия в подвале репетиционной базы «Весёлых ребят». Использовались синтезаторы Roland Jupiter и Polymoog. В начале 1980-х годов многоканальная техника для аудиозаписи в СССР практически отсутствовала, и запись альбома производилась на двух допотопных двухдорожечных магнитофонах STM (производство Венгрии), но по специальной технологии и чёткому плану:
Запись:

— более недели я проводил репетиции для настройки микрофонов, акустических и гитарных спецэффектов, пульта звукозаписи и т. д.…

— потом, на весь период записи инструментальной фонограммы, я заблокировал пульт звукозаписи — не трогал на нём ни одного фейдера или ручки.

— около 10 дней группа записывала основной материал аранжировок.

— потом в течение недели группа импровизировала на основе и в стиле основных аранжировок.

— всё это писалось на магнитофон. Плёнки не жалели. Писался каждый звук из студии.

— потом записанное я тщательно прослушивал и монтировал музыку в единый стерео-трек.

В некоторых сонгах (например Банановые острова) количество склеек ленты доходило до 50-70 склеек на сонг.

Наложение I:

— на установочной сессии готовый стерео-трек я старался идеально подогнать под уровень громкости реально играющей группы. Этот стерео-трек я также намертво заблокировал на пульте.

— аппаратура перестраивалась для новых сессий. В помещение для записей через наушники транслировались куски готового трека, как ритмический и эмоциональный ориентир для записи соло-инструментов, вторых голосов и вокального бэкграунда. Далее по той же системе — исполнение материала, импровизация — всё в одном режиме записи.

— потом я выбрал лучшие версии и всё это аккуратно вмонтировал в общий контекст предыдущего трека.

Наложение II:

— Запись сольного голоса и недостающие соло синтезаторов и саксофона писались по технологии 1-го наложения. И опять тщательный монтаж.

Финальный монтаж:

И уже после этого я засел на 2 недели за чисто ювелирный финальный монтаж.

В первый, самый свежий трек вмонтировались музыкальные фразы так, что ни одна партия не подвергалась более одной перезаписи. А в инструментальных эпизодах звучал оригинал. Качество получилось свыше всех ожиданий (за счёт отсутствия фазовых искажений, присущих много-канальной записи).
В итоге, в процессе записи альбома было произведено более тысячи (!) механических склеек магнитофонной ленты. Для записи было использовано около 15 километров магнитной ленты «AGFA». Такова цена за техническую недоразвитость державы… (Например в Голливуде в это время было сотни студий, оборудованных 24-48- канальными магнитофонами, а в СССР только одна студия на «Мелодии» и одна в «Останкино», но нас с такой музыкой туда было «не велено пущать»:))

А наша Цель была — как и у всех профессионалов — достичь впечатления у слушателей, что музыка записано легко, на одном дыханье. Чисто, без шумов и слышимых врезок эпизодов. Без ощущения текущей канализации в т. н. «студии» и т. п. «Фирменного» качества, солнца хотелось…
Такой технически виртуозный проект, в таких антиусловиях, мог быть осуществлён только при наличии стабильных и высоко-профессиональных музыкантов, фанатов своего искусства. Мне посчастливилось работать с ними.

Позже я предлагал своим дружкам, именитым звукорежиссёрам: — Ну-ка, определите, где склейки? (Понятно, что монтаж должен быть). Никто не услышал. Так… три-четыре… Ха-х…
(Из воспоминаний Ю. Чернавского)

## Реакция на выход альбома
| Оценки критиков  | Оценки критиков |
| Источник         | Оценка          |
| ---------------- | --------------- |
| Александр Кушнир | (без оценки)    |

Музыка и текстовой материал, записанный в альбоме, противоречили существовавшим в то время тенденциям. Как следствие, альбом подвергся критике со стороны прессы и руководящих органов страны. Альбом находился под запретом — официальный выпуск его был невозможен вплоть до распада СССР. Но у музыкантов сложилось своё профессиональное мнение:
…меня какое-то время не было в Москве, — вспоминает Чернавский. — Вернувшись домой, я зашёл в гости к Макаревичу и прямо с порога спросил: «Ну и чем дышит сейчас страна?» На что Макаревич, недолго думая, ответил: «Страна слушает „Машину времени“, а „Машина времени“ слушает „Банановые острова“…»
…вышел в свет магнитоальбом «Банановые острова». Как только я услышал это произведение, то буквально впал в транс. В этом альбоме меня поразило буквально всё. И звуки, и идеальная аранжировка, и гениальные рифы гитар и синтезаторов, и почти механическая точность ритм-секции… А то, что вытворял вокалист, вроде бы совершенно не умеющий петь, — было совсем не понятно. Просто никто не понимал, какую ноту он в данный момент берёт. Свобода, с которой вокал вплетался в музыку, поражала и никак не давала себя понять…
Несмотря на официальный запрет, альбом был скопирован самиздатом и миллионными тиражами разошёлся по всей стране. Такие песни, как «Здравствуй, мальчик Бананан!» и «Робот», появлялись на страницах хит-парадов центральных газет. Мальчик Бананан стал центральным персонажем известного фильма «Асса» (1987). Неординарная музыкальная структура альбома и ставящие в тупик тексты, изобилующие абстрактными образами и иронией, произвели сильное влияние на мышление рок-музыкантов 1980-х годов, оставив метку в развитии русской рок-музыки, однако прямых последователей у авторов «Банановых островов» не было.

Чернавский — это человек-фишка. Он придумал это слово, так же, к примеру, как придумал и «Ласковый май» — применительно к российской эстраде, он его и культивировал. И, подобно Роботу из альбома, хоть 127 — ему по документам, но выглядит Чернавский в БО — на все 220 вольт! После него она, эта умная и неожиданная фишка, в нашей эстраде, по сути, и умерла, не найдя себе достойных арлекинов и пьеро на фоне рогожиных, аллегровых и новоявленных витасов.
Почему чиновники от эстрады так возненавидели «Банановые острова», что немедленно внесли их в реестр запрещённых к исполнению альбомов и групп? Да просто они увидели в них путь, по которому могли пойти тогдашние ВИА и иные команды — путь веселья, истинного и остроумного прикола и офигенной, бьющей через край жизнерадостности и информативности…
…Черт возьми, я скучаю по ним. Я по ним тоскую… Я скучаю по сказкам эпохи НТР — именно так называли БО во времена оны и были абсолютно правы. Я слушал сегодня этот альбом и вдруг понял — всю дорогу во время прослушивания у меня на физиономии цвела совершенно несвязанная со всей моей остальной жизнью улыбка. Сорок минут бесконечной, пролонгированной, радостной и восхищённой улыбки — согласитесь, этого уже немало.
И я до сих пор не понимаю и поражаюсь: как же он, этот мальчик Бананан, все-таки умудрялся сидеть в трубке телефона и делать «ту-ту-ту»?!! И причем мне не стыдно своего невежества, ей Богу!

…"Впрочем, я всегда преувеличиваю"…— Сергей Челяев (Muzick.Ru, 11 января 2007)

## Дальнейшая судьба альбома
По поводу того, почему «Банановые острова», при уникальной популярности этого альбома, так и не появились на ТВ и не вошли в утверждённый репертуар группы «Весёлые ребята» (где в то время работали все участники записи альбома), было много разных мнений. Но вот как описывает в интервью эту ситуацию Анатолий Алёшин — один из известных артистов, в своё время много работавший со Слободкиным и Матецким:

В. Марочкин: Странная история произошла с «Банановыми островами» Юрия Чернавского. Ведь это было новое слово, и если бы Слободкин взял бы эту музыку на вооружение, то вновь обогнал бы и Гранова, и Маликова.

А. Алёшин: Конечно! Но он прекрасно понимал, что как только Чернавский покинет коллектив, он не сможет продолжить эту линию. Потому что, как музыкант, он не понимал, как это делается, а привлечь кого-то ещё, чтобы они сделали так же, как Чернавский, он не мог. И для Лёши Пузырёва и Валеры Дурандина, которые уже долгое время работали с Пашей, как аранжировщики, этот стиль был чужд, они не принимали такую музыку в принципе. И поэтому Паша согласился с Володей Матецким и разрабатывал дальше линию, предложенную Матецким. Они вместе просмотрели ситуацию и решили, что фирменным лицом, представляющим ВИА «Весёлые ребята», должен стать Глызин.

…а, может быть, ему сказали на Первом канале, что надо снимать Глызина — и тогда худсовет пропустит песни «Весёлых ребят» на телеэкран…— В. Марочкин. В гостях у Анатолия Алёшина. Часть 2. «Весёлые ребята»
Так, по решению партнёров Чернавского, была решена судьба новой музыки в СССР. «…И кто знает, что бы случилось, выйди этот альбом на пластинке. Ему не хватило чуточку счастья…» — вспоминал об этом позже в интервью В. Матецкий.
По мнению Дениса Бояринова (Colta.ru), «Несмотря на экспериментально-импровизационный подход и отсутствие первоначального сценария, песни в альбоме сложились в стройный сюжет с элементами абсурда, имманентными российской реальности».

## Список композиций
| №  | Название                         | Текст песни                          | Музыка                                  | Длительность |
| -- | -------------------------------- | ------------------------------------ | --------------------------------------- | ------------ |
| 1. | «Банановые острова»              | Ю. Чернавский                        | Ю. Чернавский                           | :            |
| 2. | «Зебра»                          | Ю. Чернавский, В. Матецкий           | Ю. Чернавский, В. Матецкий              | :            |
| 3. | «Здравствуй, мальчик Бананан!»   | Ю. Чернавский, С. Рыжов, В. Матецкий | Ю. Чернавский, И.Гатауллин, В. Матецкий | :            |
| 4. | «Становитесь в очередь за мной!» | Ю. Чернавский                        | Ю. Чернавский                           | :            |
| 5. | «Я сам»                          | Ю. Чернавский                        | Ю. Чернавский, А. Буйнов                | :            |
| 6. | «Мечта идиота»                   | Ю. Чернавский                        | Ю. Чернавский                           | :            |
| 7. | «Робот»                          | Ю. Чернавский, В. Матецкий           | Ю. Чернавский, В. Матецкий              | :            |
| 8. | «Я иду к тебе»                   | Ю. Чернавский, В. Матецкий           | Ю. Чернавский                           | :            |

## Участники записи
- Юрий Чернавский — ведущий вокал, синтезаторы, саксофон, саунд-инженер (вокал, голоса, соло-инструменты), сведение, мастеринг, брейншторминг группа
- Игорь Гатауллин — соло- и ритм-гитара
- Алексей Глызин — ритм-гитара, бэк-вокал
- Сергей Рыжов — бас-гитара, бэк-вокал, брейншторминг группа
- Александр Буйнов — клавишные, бэк-вокал, брейншторминг группа
- Юрий Китаев — барабаны, перкуссия, бэк-вокал, брейншторминг группа
- Алексей Тамаров — барабаны
- Дима Чернавский — бэк-вокал
- Валерий Андреев — саунд-инженер (инструментальная группа)
- Юрий Богданов — мастеринг

## Переиздания

«Malchik Bananan» в студии Лос-Анджелеса. Слева-направо: Serge, Stephan, Yury G, Sticky Fingaz

Альбом был выпущен в официальную продажу только в 1995 году в результате переиздания компанией «SBI Records» (паблишинг компании EMI). Однако на этом CD отсутствует трек с песней «Зебра», а вместо неё под тем же названием обозначена инструментальная композиция — так называемый «бридж», выполняющий функцию заполнения между сонгами. В 2013 году альбом был переиздан в полном варианте и с новым мастерингом на виниловых пластинках издательством «МируМир», включая и невошедшую в первый CD «Зебру».
Позднее, вновь был переиздан на российском лейбле «Maschina Records» в форматах MC и CD (2019 год), а также на чёрном и жёлтом виниле (2020 год).

## Критика
В 1983 году в шестом номере московского самиздатовского рок-журнала «Ухо» вышла статья «Банановые острова», в которой автор подчеркнул, что альбом неоднозначен по стилю. Помимо нью-вейва здесь есть ярко выраженная стилизация под The Police («Становитесь в очередь за мной»), рок-н-ролл («Мальчик Бананан»), электропоп («Зебра» и «Я — Робот»).
В 1999 году Александр Кушнир подробно описал историю записи альбома в своей книге «100 магнитоальбомов советского рока», назвав его «альбомом, задавшим тон в отечественной поп-музыке на несколько лет вперёд». Кушнир рассмотрел в альбоме смесь нью-вейва («Мечта идиота», «Зебра»), электронного
рок-н-ролла («Банановые острова») и шизофренического электропопа («Робот», «Мальчик Бананан»).
В 2009 году шеф-редактор раздела «Современная музыка» сайта Colta.ru Денис Бояринов назвал «Банановые острова» «ответом Чернавского на чудеса зарубежной студийной звукозаписи, демонстрируемые музыкантами вроде Алана Парсонса или дуэта Yello».
В 2012 году Денис Бояринов (Colta.ru) поместил песни «Здравствуй, мальчик Бананан» и «Я робот» в свой список «Топ-12: Юрий Чернавский», назвав «Банановые острова» «легендарным советским магнитоальбомом».